# Гехстберг
Гехстберг (нім. Höchstberg) — громада в Німеччині, розташована в землі Рейнланд-Пфальц. Входить до складу району Вульканайфель. Складова частина об'єднання громад Кельберг.
Площа — 4,85 км2. Населення становить 332 ос. (станом на 31 грудня 2020).